# Йота Девы
Йота Девы (ι Девы, Сирма, Syrma, 99 Девы, Iota Virginis, ι Virginis, Iota Vir, ι Vir, HD 124850) — кратная звезда в созвездии Девы. Главный компонент системы — жёлто-белая звезда спектрального класса F5 (по другим источникам F7III, или F7IV) — находится на расстоянии приблизительно 74 световых лет (около 22,5 парсек) от Солнца. Её возраст — около 1,443 млрд лет. Вокруг неё обращается коричневый карлик. В систему входит также весьма удалённая (угловое расстояние на небесной сфере около 57,1 минуты, что соответствует проецированному расстоянию 0,37 пк) тройная звезда HD 125354; эта подсистема состоит из двух оранжевых карликов класса К и коричневого карлика. Таким образом, система, в которую входит Йота Девы, представляет собой весьма широкую кратную иерархически организованную физически связанную систему, состоящую из астрометрической двойной и визуальной двойной (в последней один из компонентов также является астрометрической двойной). Из пяти известных компонент только Сирма видна невооружённым глазом — её визуальный блеск равен +4,08m.

## Этимология
Название звезды, вероятно, происходит от греч. σύρω «сиро» — тяну, тащу. Древние греки называли словом σύρμα «сирма» платье с длинным шлейфом, употреблявшееся в античных трагедиях. В созвездии Девы эта звезда является частью подобного платья у правой ноги Девы. Название Σύρμα использовал для этой звезды в своём каталоге «Альмагест» Клавдий Птолемей. В первом арабском переводе «Альмагеста» группа звёзд Йота, Каппа и Фи Девы получила название «кимар» (араб. خمار‎) — накидка, покрывало, шлейф одежды. В переводе «Альмагеста» на латынь, изданном в Венеции в 1515 году Петром Лихтенштейном, переводчик спутал это слово с графически сходным араб. حمار‎ «химар» — осёл, поэтому Йота Девы в этом переводе описана как находящаяся in asino — «в осле».

## Характеристики

### Главная подсистема
Наиболее массивная и яркая звезда системы — собственно Йота Девы или Сирма (HD  124850) — жёлто-белая звезда спектрального класса F5, или F7III, или F7IV. Визуальная звёздная величина звезды — +4,08m. Масса равна 1,62 ± 0,08 M⊙ (определена по движению спутника), радиус звезды составляет 2,67 ± 0,13 R⊙, по другим данным 2,89 ± 0,15 R⊙. Её светимость равна 10,2 ± 0,1 L⊙, эффективная температура 6055 ± 151 K. Металличность [Fe/H] равна −0,07. Классифицируется как звезда с высоким собственным движением.
В 2019 году астрометрическими методами был обнаружен спутник, обращающийся на близком расстоянии вокруг Сирмы, — коричневый карлик с массой 29+10
−6 MJ.

### HD 125354
Вторая подсистема является тройной звездой, не наблюдаемой невооружённым глазом. На небесной сфере она удалена почти на градус (на 3423 угловых секунды) от Сирмы, однако в 2010 году было установлено, что эти группы звёзд составляют гравитационно связанную систему.
Первый компонент (HD 125354 A) — оранжевый карлик спектрального класса K2, или K5, или K5,5V-K6,5V, или K7V. Визуальная звёздная величина звезды +9,56m. Масса 0,70 ± 0,04 M⊙, радиус — около 0,844 солнечного, светимость — около 0,187 солнечной. Эффективная температура — около 4126 K. Лучевая скорость +8,03 ± 0,25 км/с.
Второй компонент — коричневый карлик, обращающийся вокруг первого компонента. Масса составляет 48+15
−9 масс Юпитера. Наблюдается лишь астрометрически, по периодическим изменениям собственного движения первого компонента.
Третий компонент (HD 125354 B) — оранжево-красный карлик спектрального класса K9V-M0,5V. Визуальная звёздная величина звезды — +10,6m. Масса — около 0,401 солнечной. Орбитальный период — около 18,74 года. Удалён на 0,1 угловой секунды, разрешается телескопически с первым компонентом.